# Kostelík (Slabce)
Kostelík je vesnice, část městyse Slabce v okrese Rakovník ve Středočeském kraji. Leží asi čtrnáct kilometrů jižně od Rakovníka. Nachází se na území CHKO Křivoklátsko nad pravým břehem Modřejovického potoka v nadmořské výšce okolo 350 metrů.

## Historie
Původně zde stávala ves Chlístov (písemně zmiňována roku 1361) zaniklá během husitských válek, ze které se údajně zachoval pouze kostelík. Na mapě stabilního katastru (z roku 1841) žádná církevní stavba uvedena není. Buď již v té době byla zcela zaniklá nebo se jedná pouze o tradovaný omyl. Po roce 1688 dal Jan Jiří Lubský na pustém místě vystavět šest chalup, v roce 1690 je zde uváděna dominikální ves Luby. Název se však neujal a obec je roku 1713 uváděna německým názvem Kirschl již s dvanácti domy. Ke vsi patří Kočkův mlýn (na levém břehu Berounky), pila a rybárna. Mlýn je pozůstatkem zaniklé vsi Drasovice, písemně zmiňované již v roce 999 v souvislosti s Ostrovským klášterem.
Ve vsi byly v roce 1932 evidovány tyto živnosti a obchody: hostinec, mlýn, trafika, pila, obchod se smíšeným zbožím.
Ve vsi se dochovala řada dřevěných roubených staveb z konce 18. a počátku 19. století upravených pro rekreační účely. Za obcí u Modřejovického potoka vznikla rovněž chatová osada. V okolí vsi se ve vrstvách břidlice nalézala menší ložiska leštěnce.
V Kostelíku působí Sbor dobrovolných hasičů Kostelík a od roku 2008 Občanské sdružení Kostelík.

## Obyvatelstvo
| Rok            | 1869 | 1880 | 1890 | 1900 | 1910 | 1921 | 1930 | 1950 | 1961 | 1970 | 1980 | 1991 | 2001 | 2011 | 2021 |
| -------------- | ---- | ---- | ---- | ---- | ---- | ---- | ---- | ---- | ---- | ---- | ---- | ---- | ---- | ---- | ---- |
| Počet obyvatel | 205  | 196  | 158  | 142  | 127  | 144  | 117  | 88   | 68   | 62   | 64   | 52   | 26   | 32   | 33   |
| Počet domů     | 33   | 34   | 32   | 34   | 31   | 31   | 33   | 33   | 33   | 20   | 20   | 27   | 26   | 26   | 27   |

## Obecní správa
Při sčítání lidu v letech 1850–1929 Kostelík byl osadou obce Modřejovice v okrese Rakovník. V letech 1930–1960 byl samostatnou obcí v okrese Rakovník. Od 12. června 1960 do 31. prosince 1979 byl znovu částí obce Modřejovice v okrese Rakovník. Od 1. ledna 1980 je částí městyse Slabce v okrese Rakovník.

## Pamětihodnosti
- Kaple svaté Maří Magdalény[9]
- Křížek u silnice II/233 severozápadně od vesnice
- Roubené stavby čp. 2, 7 a 8
- Vyhlídková plošina Vyhlídka na Plazích z roku 2016